# Langeneß
Langeneß (nordfrisiska: Nees, danska: Langenæs) är en kommun och ort på ön Nordmarsch-Langeneß (eller enbart Langeneß) i Kreis Nordfriesland i förbundslandet Schleswig-Holstein i Tyskland.
Kommunen ingår i kommunalförbundet Amt Pellworm tillsammans med ytterligare 3 kommuner.